# Єсіней-мурза
Єсін-мурза (Єсін мурза Дівєєв, Ісана-бій, Єсенія мурза) (? — 1584) — бей Мансурульської орди (1572-1584), старший син і наступник Дівей-мурзи. Нащадок знаменитого правителя Золотої Орди Едигея, засновника Ногайської орди.

## Біографія
В 1572 рік у перебуваючи в полоні свого батька Дівей-мурзи під час битви при Молодях Єсін-мурза став главою роду Мансуров і очолив очолив ногайские племінні об'єднання на північних кордонах Кримського ханства.
Єсін-мурза керував набігами на південноруські землі. В 1577 рік у кримські татари і ногайці під проводом Єсін-мурзи розорили алаторскіе і Темниковского місця.
В 1578 рік у Єсін-мурза Дівєєв очолив новий набіг на московські прикордонні володіння. Під його командуванням перебувало 6 тис. Казіевцев, 2 тис. Азовців, 2 тис. Великих ногаїв і 2 тис. Дівєєвим ногаїв.
В 1580 рік у « цього літа» ногаи разом з кримськими татарами і Дівєєвим дітьми « неідінова» приходили на московські Украіни і « багато збитки поробили».
В 1584 рік у Єсін-мурза брав участь в поході 50-тисячній кримсько-татарської орди на південноруські володіння. Під час походу Єсін з окремим загоном обложив фортецю Бельов, але при наближенні московських сил змушений був зняти облогу і відступив.
Під час міжусобиці в Кримському ханстві в 1580-х роках Єсін-мурза і Мансури підтримували кримського хана Мехмед-Гірея в боротьбі з братами. В 1584 рік у хан Мехмед-Гірей зазнав поразки і втік за Перекоп, але по дорозі був схоплений і вбитий калгу Алп-Гіреєм. Боротьбу продовжив нуреддін Саадет-Гірей, старший син Мехмед-Гірея. Він разом з братами втік до ногайские улуси. Разом з ними знаходилися мурзи Єсін і Арсланай Дівєєвим.
У тому ж 1584 рік у Саадет-Гірей з великим ногайським військом вторгся в Крим і зайняв Бахчисарай, де вступив на ханський престол. Його дядько-суперник Іслям-Гірей втік зі столиці в Кафу, під захист османського гарнізону. Отримавши підкріплення з Османської імперії, Іслям-Гірей виступив з Кафи проти свого племінника Саадет-Гірея. У битві на р. Індол Саадет-Гірей зазнав поразки і втік з братами до ногайців. У битві на річці Індол загинув мансурскій мурза Єсін. Після його смерті лідером Мансуров став його молодший брат Арсланай-мурза.